# Lijst van rijksmonumenten in Ridderkerk (plaats)
De plaats Ridderkerk telt 47 inschrijvingen in het rijksmonumentenregister. Hieronder een overzicht.
| Object | Oorspronkelijke functie?  | Bouwjaar                           | Architect                 | Locatie               | Coördinaten?                  | Nr.?   | Afbeelding                                              |
| --- | ------------------------- | ---------------------------------- | ------------------------- | --------------------- | ----------------------------- | ------ | ------------------------------------------------------- |
| Muur met ezelsrugafdekking en inrijpoort | Erfscheiding              | midden 19e eeuw                    |                           | Benedenrijweg bij 7   | 51° 52' 16" NB, 4° 36' 10" OL | 32479  | Muur met ezelsrugafdekking en inrijpoort                |
| Pand met verdieping en zadeldak, links aansluitend tegen een puntgevel, begin 19e eeuw, driedelige winkelpui met pilasters | Woonhuis                  | begin 19e eeuw                     |                           | Benedenrijweg 7       | 51° 52' 16" NB, 4° 36' 10" OL | 32480  | Meer afbeeldingen                                       |
| Pand met verdieping en een zadeldak, dat een geheel vormt met de aangrenzende panden | Woonhuis                  | begin 19e eeuw                     |                           | Benedenrijweg 9       | 51° 52' 17" NB, 4° 36' 10" OL | 32481  | Meer afbeeldingen                                       |
| Pand onder een zadeldak met nr 7 en 9 | Woonhuis                  | begin 19e eeuw                     |                           | Benedenrijweg bij 9   | 51° 52' 17" NB, 4° 36' 10" OL | 32482  | Pand onder een zadeldak met nr 7 en 9                   |
| Boerderij op L-vormige plattegrond | Boerderij                 | 17e eeuw                           |                           | Benedenrijweg 13      | 51° 52' 17" NB, 4° 36' 10" OL | 32483  | Meer afbeeldingen                                       |
| Huis te Woude, met opstallen. | Boerderij                 | 1610/1947                          |                           | Benedenrijweg 67      | 51° 52' 33" NB, 4° 36' 8" OL  | 32484  | Meer afbeeldingen                                       |
| Boerderij onder rieten zadeldak met aan de voorzijde een puntgevel, bekroond door een geprofileerd, gebogen fronton | Boerderij                 | 1786                               |                           | Benedenrijweg 69      | 51° 52' 37" NB, 4° 36' 8" OL  | 32485  | Meer afbeeldingen                                       |
| Dwarshuis onder pannen zadeldak tussen puntgevels | Woonhuis                  | 1868                               |                           | Benedenrijweg 71      | 51° 52' 37" NB, 4° 36' 10" OL | 32486  | Meer afbeeldingen                                       |
| Huis, tegen de dijk gebouwd, gedateerd in de zuidgevel onder pannen zadeldak, waarop een schoorsteen met gesneden gek. Vensters met negenruitsramen en luiken                                                                                             | Woonhuis                  | 1784                               |                           | Benedenrijweg 66      | 51° 52' 41" NB, 4° 36' 19" OL | 32490  | Meer afbeeldingen                                       |
| Schuur | Opslag                    | tweede helft 19e eeuw (vergroting) |                           | Benedenrijweg 66      | 51° 52' 41" NB, 4° 36' 17" OL | 32491  | Meer afbeeldingen                                       |
| Dienstwoning bij "huis ten Donck" | Woonhuis                  | 1805                               |                           | Donckselaan 1         | 51° 53' 23" NB, 4° 35' 33" OL | 32492  | Dienstwoning bij "huis ten Donck"                       |
| Dienstwoning bij "huis ten Donck" | Dienstwoning              | ca. 1805                           |                           | Donckselaan 2         | 51° 53' 22" NB, 4° 35' 34" OL | 32493  | Dienstwoning bij "huis ten Donck"                       |
| Singelkerk, Sint-Joriskerk | Kerk en kerkonderdeel     | laatste helft 15e eeuw             |                           | Kerksingel 1          | 51° 52' 14" NB, 4° 36' 8" OL  | 32494  | Meer afbeeldingen                                       |
| Pand met zadeldak en puntgevels | Woonhuis                  | eind 18e eeuw                      |                           | Kerksingel 2          | 51° 52' 13" NB, 4° 36' 8" OL  | 32495  | Meer afbeeldingen                                       |
| Pand onder zadeldak en met puntgevels | Woonhuis                  | eerste helft 19e eeuw              |                           | Kerksingel 4          | 51° 52' 13" NB, 4° 36' 8" OL  | 32496  | Meer afbeeldingen                                       |
| Pand onder zadeldak | Industrie                 | 18e eeuw                           |                           | Kerksingel 6          | 51° 52' 13" NB, 4° 36' 8" OL  | 32497  | Meer afbeeldingen                                       |
| Dwarshuis met zadeldak tussen puntgevels | Woonhuis                  | derde kwart 19e eeuw               |                           | Kerksingel 10         | 51° 52' 16" NB, 4° 36' 9" OL  | 32498  | Dwarshuis met zadeldak tussen puntgevels                |
| Pand met puntgevel | Woonhuis                  | 1676 (gevelsteen)                  |                           | Kerksingel 12         | 51° 52' 16" NB, 4° 36' 8" OL  | 32499  | Meer afbeeldingen                                       |
| Pand met puntgevel, bekroond door een geprofileerd fronton | Woonhuis                  | 1782 (steen)                       |                           | Kerksingel 13         | 51° 52' 16" NB, 4° 36' 7" OL  | 32500  | Meer afbeeldingen                                       |
| Pand met eenvoudige puntgevel, voorzien van vlechtingen | Woonhuis                  | laatste kwart 18e eeuw             |                           | Kerksingel 15         | 51° 52' 16" NB, 4° 36' 6" OL  | 32501  | Pand met eenvoudige puntgevel, voorzien van vlechtingen |
| Pand met puntgevel en een sieranker in de top | Woonhuis                  | 1780                               |                           | Kerksingel 18         | 51° 52' 15" NB, 4° 36' 6" OL  | 32502  | Meer afbeeldingen                                       |
| Dwarshuis onder pannen zadeldak | Woonhuis                  | derde kwart 19e eeuw               |                           | Kerksingel 20         | 51° 52' 15" NB, 4° 36' 6" OL  | 32503  | Meer afbeeldingen                                       |
| Pand op de hoek van het kerkpad | Woonhuis                  | waarschijnlijk 18e eeuw            |                           | Kerksingel 21-22      | 51° 52' 14" NB, 4° 36' 6" OL  | 32504  | Meer afbeeldingen                                       |
| Linkergedeelte van een pand onder een zadeldak tussen puntgevels | Woonhuis                  | eerste kwart 19e eeuw              |                           | Kerksingel 27         | 51° 52' 13" NB, 4° 36' 6" OL  | 32505  | Meer afbeeldingen                                       |
| Pastorie | Kerkelijke dienstwoning   | tweede kwart 19e eeuw              |                           | Kerksingel 28         | 51° 52' 13" NB, 4° 36' 7" OL  | 32506  | Meer afbeeldingen                                       |
| Familiebegraafplaats bij Huys ten Donck. Met tongewelven overdekte grafkelder, bovengronds afgedekt door een schilddak in ijzer, omgeven door een ijzeren hekwerk. Ervoor een natuurstenen gedenknaald in de vorm van een obelisk met wapen en inscriptie | Begraafplaats             | 1828/1838                          |                           | Kievitsweg 114        | 51° 52' 51" NB, 4° 35' 46" OL | 32507  | Meer afbeeldingen                                       |
| Hoeve "Bijdorp", boerderij onder rieten wolfdak | Boerderij                 | 1768                               |                           | Lagendijk 101-103     | 51° 52' 6" NB, 4° 35' 54" OL  | 32508  | Meer afbeeldingen                                       |
| Boerderij van het middenlangsdeeltype der Vlaamse schuurgroep | Boerderij                 | eerste helft 18e eeuw              |                           | Lagendijk 78          | 51° 52' 6" NB, 4° 35' 49" OL  | 32509  | Meer afbeeldingen                                       |
| Hoeve "Bouwlust" | Boerderij                 | 1741                               |                           | Lagendijk 88          | 51° 52' 5" NB, 4° 35' 46" OL  | 32510  | Meer afbeeldingen                                       |
| Boerderij 'De kleine donck'. Is midden jaren tachtig gesloopt ter verbreding van de Ringdijk | Boerderij                 | 18e eeuw                           |                           | Benedenrijweg 449     | 51° 53' 25" NB, 4° 35' 34" OL | 32523  | Meer afbeeldingen                                       |
| Overblijfselen van het Huis te Woude | Onderdeel woningen e.d.   | 1371                               |                           | Ringdijk bij 210      | 51° 52' 48" NB, 4° 36' 36" OL | 32524  | Meer afbeeldingen                                       |
| Boerderij | Boerderij                 | eerste helft van de 18e eeuw       |                           | Lagendijk 60          | 51° 52' 7" NB, 4° 35' 52" OL  | 42085  | Meer afbeeldingen                                       |
| Het Huys ten Donck: hoofdgebouw | Kasteel, buitenplaats     | 1746                               |                           | Benedenrijweg 461     | 51° 53' 23" NB, 4° 35' 39" OL | 46816  | Meer afbeeldingen                                       |
| Het Huys ten Donck: parkaanleg | Tuin, park en plantsoen   | 18e eeuw                           |                           | Benedenrijweg bij 461 | 51° 53' 10" NB, 4° 35' 39" OL | 46817  | Meer afbeeldingen                                       |
| Het Huys ten Donck: inrijhek | Erfscheiding              | midden 18e eeuw                    |                           | Benedenrijweg bij 461 | 51° 53' 24" NB, 4° 35' 37" OL | 46818  | Meer afbeeldingen                                       |
| Het Huys ten Donck: toegangsbrug | Brug                      | midden 18e eeuw                    |                           | Benedenrijweg bij 461 | 51° 53' 24" NB, 4° 35' 37" OL | 46819  | Meer afbeeldingen                                       |
| Het Huys ten Donck: natuurstenen zittende leeuwen met het wapen van Rotterdam | Straatmeubilair           | 17e eeuw                           |                           | Benedenrijweg bij 461 | 51° 53' 24" NB, 4° 35' 38" OL | 46820  | Meer afbeeldingen                                       |
| Het Huys ten Donck: twee elkaars pendant vormende, natuurstenen beeldengroepen, ieder bestaande uit twee kinderfiguurtjes | Straatmeubilair           | 18e eeuw                           | Jacob de Graef            | Benedenrijweg bij 461 | 51° 53' 23" NB, 4° 35' 40" OL | 46821  | Meer afbeeldingen                                       |
| Het Huys ten Donck: gebouw van de tiendverpachting | Bijgebouwen kastelen enz. | 18e eeuw                           |                           | Benedenrijweg bij 461 | 51° 53' 23" NB, 4° 35' 36" OL | 46822  | Meer afbeeldingen                                       |
| Het Huys ten Donck: dienstwoningen met koetshuis | Bijgebouwen kastelen enz. | 18e eeuw (kern)                    |                           | Benedenrijweg 459     | 51° 53' 22" NB, 4° 35' 40" OL | 46823  | Meer afbeeldingen                                       |
| Het Huys ten Donck: slangemuur | Erfscheiding              | 18e/19e eeuw                       |                           | Benedenrijweg bij 459 | 51° 53' 23" NB, 4° 35' 42" OL | 46824  | Meer afbeeldingen                                       |
| Het Huys ten Donck: zonnewijzer | Straatmeubilair           | tweede kwart 18e eeuw              |                           | Benedenrijweg bij 461 | 51° 53' 10" NB, 4° 35' 39" OL | 46825  | Meer afbeeldingen                                       |
| Het Huys ten Donck: ruïne in park | Bijgebouwen kastelen enz. | 1775                               |                           | Benedenrijweg bij 461 | 51° 53' 23" NB, 4° 35' 39" OL | 46826  | Meer afbeeldingen                                       |
| Het Huys ten Donck: boerenwoning, pandje zonder verdieping (kinderspeelhuis) | Bijgebouwen kastelen enz. |                                    |                           | Benedenrijweg bij 461 | 51° 53' 23" NB, 4° 35' 39" OL | 46827  | Meer afbeeldingen                                       |
| Het Huys ten Donck: beeldengroep bestaande uit Hercules en Antaeus | Gedenkteken               | 1710                               | Pieter van Baurscheidt Sr | Benedenrijweg bij 461 | 51° 53' 10" NB, 4° 35' 39" OL | 46828  | Meer afbeeldingen                                       |
| Loods | Industrie                 | 1931                               |                           | Ringdijk 402          | 51° 53' 17" NB, 4° 37' 0" OL  | 516034 | Meer afbeeldingen                                       |
| Woonhuis in Chaletstijl | Woonhuis                  | ca. 1880                           |                           | Ringdijk 466          | 51° 53' 24" NB, 4° 36' 19" OL | 516035 | Woonhuis in Chaletstijl                                 |